# LOS Den Helder
De Lokale Omroep Stichting Den Helder (kort: LOS) is een lokale omroep in de Nederlandse gemeente Den Helder. De radio-uitzendingen zijn te ontvangen via ether, kabel, de digitale aanbieders, de eigen website van de omroep en de eigen gratis app (zowel iOS als Android). Het tv-kanaal wordt aangeboden via alle digitale aanbieders, de website en de app. Sinds 2 september 2019 maakt de LOS deel uit van de streekomroep Regio Noordkop.

## Geschiedenis
De LOS bestaat sinds 1988. In januari van 1988 werden verschillende radiomakers in Den Helder gepolst of zij trek hadden om bij een nieuw op te richten lokale omroep iets op radiogebied te doen. Al snel was de lokale omroep in oprichting een feit en op de eerste zaterdag van april 1988 was de eerste radio-uitzending een feit. De LOS bestond in de beginjaren uit twee bloedgroepen. De ene groep kwam bij de GZO (Gemini Zieken Omroep) vandaan en de andere groep kwam uit de piratenwereld. De LOS zond in het begin uit vanuit de Villa aan de PWA-Singel achter het gemeentehuis. Enkele jaren later verhuisde de omroep naar de Watertoren in Den Helder. In 1993 brak de LOS het record radiomaken en kwam zodoende in het Guinness Book of Records. Een drietal radiomakers, te weten Harrie Stam, Marja Mosk en Nico Laagland Winder, hielden het maar liefst 104 uur vol en zorgden in die tijd voor een enorme stoot aan positieve publiciteit.
Begin 21e eeuw werd de toren verkocht en nam de omroep haar intrek in een pand aan de Kerkstraat 15A. In de zomer van 2019 werd de nieuwe studio aan de Torplaan 4 in gebruik genomen.
Op 9 november 2020 haalde de omroep het landelijke nieuws, nadat er tijdens een live-uitzending een auto tegen de pui van de studio reed.

## Samenwerking
De LOS werkt sinds 2016 samen met RTV Noordkop, Den Helder Actueel en met NH (voorheen: RTV Noord-Holland). De samenwerking bestaat uit het uitwisselen van content en elkaar bijstaan op het gebied van (technisch) kennis en kunde. De samenwerking is sinds september 2019 geformaliseerd. Beide omroepen behoren tot de streekomroep Regio Noordkop en hebben samen 1 tv-kanaal, 2 radiozenders (afzonderlijk voor de gemeenten Den Helder en Hollands Kroon), 1 website en ook gezamenlijke social media, inclusief een gratis app voor Android en IOS.